# فرد همفريز
فرد همفريز (بالإنجليزية: Fred Humphreys)‏ هو عالم نبات أسترالي، ولد في 11 نوفمبر 1907 في كالغورلي في أستراليا، وتوفي في 3 سبتمبر 1967.